# Lingua longobarda
La lingua longobarda o longobardo è una lingua germanica estinta, in uso presso la popolazione dei Longobardi, popolo che invase la penisola italiana nel 568. 
L'uso di tale lingua declinò rapidamente a partire dal VII secolo, in quanto gli invasori adottarono rapidamente i volgari neolatini parlati dalle popolazioni locali. A comprova di ciò l'Editto di Rotari del 643 - che pure era promulgato per i soli Longobardi secondo il principio della personalità della legge - fu composto già in latino, anche se esso contiene numerose parole longobarde, in forma latinizzata o meno. Questi termini si riferivano in genere a istituti giuridici tipici del diritto longobardo, per i quali non esisteva, dunque, un corrispondente vocabolo latino. 
Le ultime attestazioni dell'uso della lingua longobarda non giungono oltre il X secolo; secondo lo storico belga François Louis Ganshof (1895–1980), la lingua longobarda si estinse tra l'VIII e il IX secolo.

## Classificazione
Come lingua estinta senza aver sviluppato una propria tradizione scritta, è molto difficile inquadrare il longobardo in modo rigoroso; i tentativi di assegnarlo all'area germanica orientale (accentuando le parentele con il gotico e con il burgundo) o a quella occidentale (evidenziando gli apporti dall'alto tedesco antico) non sono approdati a risultati definitivi. Lo stato di conservazione delle testimonianze superstiti e la loro datazione molto alta rispetto alle lingue germaniche occidentali ci consegnano piuttosto una lingua che si colloca a cavallo dei due gruppi, e la storia della migrazione longobarda mostra un popolo che agli inizi della propria vicenda documentata ha lungamente condiviso le aree di insediamento e la religione ariana dei Goti e dei Gepidi; poi, una volta stanziata nella penisola italiana, ha allacciato contatti sempre più stretti con i parlanti dell'area occidentale (Bavari, Franchi).
Piergiuseppe Scardigli ha definito il longobardo come «un pianeta che si è staccato dal magma germanico, ha avuto un periodo di avvicinamento all'orbita gotica e poi è stato attratto definitivamente nell'orbita del tedesco», mentre Marcello Meli precisa: «Solitamente s'inserisce fra i dialetti alto tedeschi antichi anche il longobardo, ma la scarsa documentazione linguistica non consente una classificazione sicura». Sergio Rovagnati, dopo aver rilevato come la storiografia abbia oscillato nell'inquadrare i Longobardi (e dunque la loro lingua) tra i Germani occidentali, orientali o anche settentrionali (con una più recente propensione per il primo gruppo), osserva: «Per quanto riguarda la loro lingua non sappiamo molto […]; nelle poche tracce rimaste […] spesso è difficile distinguere gli elementi realmente longobardi da quelli acquisiti dalle altre popolazioni, in particolar modo dai Goti. Anche paragoni della lingua longobarda con le moderne lingue germaniche sono parimenti difficoltosi, poiché le lingue germaniche orientali […] sono oggi totalmente estinte. Da ciò che è giunto fino a noi, nella parlata longobarda troviamo similitudini sia con gli idiomi germanico-orientali che nordici, ma non è semplice stabilire se queste somiglianze» siano frutto di un rapporto filogenetico o di scambi successivi, derivati dalla profonda influenza reciproca. Nicoletta Francovich Onesti inserisce la lingua longobarda nel filone delle lingue germaniche occidentali.

## Fonologia
Un esame del corpus dei termini longobardi mostra una progressiva assimilazione al quadro fonologico del germanico occidentale dell'antico tedesco, visto che tale idioma mostra una delle prime evidenze della cosiddetta seconda rotazione consonantica dell'alto tedesco antico o Zweite Lautverschiebung.
Nella sua Historia Langobardorum, Paolo Diacono menziona, ad esempio, il nome di un duca, Zaban (Zabano), che presenta lo spostamento da /t/ a /t͡s/ - non a caso, la focaccia che veniva preparata in tutto il mondo antico, che si chiamava pita, ad oggi è chiamata pizza probabilmente a causa di questo fenomeno. Molti nomi longobardi presentano fenomeni consonantici di tipo occidentale; ad esempio /p/ < /b/. Si veda
- bert > pert: Aripert (Ariperto I e Ariperto II), Godepert (Godeperto);
- berg > perg: Perctarit (Pertarito), Gundperga (Gundeperga, figlia di re Agilulfo);
- brand > prand: Ansprand (Ansprando), Liutprand (Liutprando).

Tale evoluzione ha lasciato nella lingua italiana le due serie diverse di nomi: palco (longobardo palk, "trave")/balcone (longobardo balk, "palco di legname"); panca (longobardo panka)/banca (longobardo banka, "panca"): i secondi elementi delle coppie mostrano il passaggio attraverso la seconda rotazione consonantica.
Nel 2005 Emilija Denčeva, filologa dell'Università di Sofia, ha attribuito alla lingua longobarda l'iscrizione cesellata sulla lama di una spada a doppio taglio ritrovata presso una fortezza medievale in Bulgaria. Se questo venisse confermato si tratterebbe di un'importante testimonianza scritta in questa lingua. Il testo risulterebbe inoltre essere affetto dalla seconda rotazione consonantica e, essendo il reperto molto antico (VIII secolo), si tratterebbe di una delle prime testimonianze di questa mutazione fonetica.

## Grammatica
A causa della scarsità dei frammenti non si possono che fare delle ipotesi su come fosse articolata la grammatica del longobardo. Un tentativo di ricostruzione è stato proposto dal linguista tedesco Wolfram Euler, con traduzione del Carme di Ildebrando (Xildiprandesleuth, Hildebrandslied in longobardo).

## Lessico italiano e lingua longobarda
Diversi sono i termini della lingua italiana derivati dal longobardo, tra i più numerosi fra quelli ereditati dalle antiche lingue germaniche. Per citarne solo alcuni, ricordiamo alcune voci di carattere militare come zuffa, strale, tregua, sguattero (‘guardia’ in longobardo), spalto, nonché faida, una pura parola longobarda traghettata tale e quale nella lingua italiana. Alla struttura della casa si riferiscono palco, panca, scaffale, stamberga (propr. ‘casa di pietra’), stucco, ma anche albergo (propr. ‘casa generale’). Arnesi e utensili per varie attività domestiche e tecniche sono la gruccia, la palla, la greppia, la trappola, la spranga. Parecchi termini longobardi indicano parti del corpo umano: guancia, schiena, stinco, nocca, zazzera. Numerosi sono i verbi che designano azioni tecniche o concrete come scherzare, russare, tuffare, spaccare, strofinare, schernire, arruffare, arraffare. E ricco e stracco sono due aggettivi di etimo longobardo, come i sostantivi tanfo e schiuma. Infine, il termine volgare stronzo deriva da *strunz ‘sterco’.